# Edgar Monteil
Pour les articles homonymes, voir Monteil.
Edgar Charles François Louis Monteil, né à Vire (Calvados) le 26 janvier 1845 et mort à Villejuif (Seine) le 17 juillet 1921, est un écrivain, journaliste, homme politique et préfet français. Fervent républicain, communard, libre-penseur, anticlérical et franc-maçon, il est au centre de diverses polémiques et deux fois condamné par la justice pour ses idées durant l'Ordre moral, avant de devenir un notable de la Troisième République.

## Biographie

### Les débuts
Né à Vire le 26 janvier 1845, Edgar Monteil est le fils d'un avoué de première instance et d'Adèle Louise Shaw, née a Tours, Indre-et-Loire 17 janvier 1816, la fille de William Shaw et Frances Catherine Steer d'Angleterre. Selon les sources, il mène des études secondaires soit à Paris, au lycée Bonaparte, soit à Lyon, dans l'actuel collège-lycée Ampère, comme il le déclare lui-même dans ses Souvenirs de la Commune, soit à Saint-Étienne, avant de se tourner vers la littérature et le journalisme. Élevé dans la foi catholique, il évolue vers l'agnosticisme, avant de se tourner vers le positivisme, sous l'influence de Philémon Deroisin, en 1860. Après avoir collaboré à des feuilles locales, il part étudier le droit à Paris, où il fonde le journal L'Étudiant en 1867, dont l'originalité, outre son titre, est de s'adresser, pour la première fois, à l'ensemble des élèves de l'enseignement supérieur. Ayant sollicité les conseils de George Sand, celle-ci lui répond : 

« Je comprendrais un journal de jeunes gens avec cette devise « Liberté absolue de croyance ou de négation pour nous dans le présent et l'avenir. Guerre aux entraves du passé, guerre à tout ce qui empêche l'homme de croire ou de nier ce qu'il veut ». C'est je crois le seul terme de ralliement pour tous, une croisade contre le véritable ennemi, le moyen âge encore debout, le prêtre qui damne, le gendarme qui prononce sur les choses de l'esprit. La jeunesse ne peut pas se fondre dans une seule nuance, il faut qu'elle ait son initiative individuelle dans tous les sens, autrement elle ne serait plus la jeunesse c'est-à-dire la spontanéité. Je ne comprends donc pas comment son expression serait une doctrine; mais je la concevrais marchant contre l'ennemi commun (le déni de liberté  intellectuelle), avec le même ensemble et la même ardeur qui poussent un régiment de zouaves à l'assaut d'une forteresse. »

### L'engagement républicain et la Commune
L'Étudiant ayant disparu à la suite d’une mesure administrative de police, Monteil publie en 1868, dans La Liberté d'Émile de Girardin, deux romans et une étude sur le Ruy Blas de Victor Hugo. Rédacteur au Rappel en 1869, où il connaît Victor Schœlcher, Louis Blanc ou Edgar Quinet, il milite dans le VIe arrondissement en faveur de la candidature d'Henri Brisson lors des élections législatives de 1869. Toutefois, celui-ci ayant refusé de se présenter, Monteil rejoint le comité Jules Ferry, avant de donner sa démission quand le Vosgien refuse de s'expliquer sur une visite qu'il a faite aux princes d'Orléans et de signer le programme de Belleville de mai 1869.
Engagé, après les élections, dans la lutte contre le plébiscite du 8 mai 1870, il est élu dans le VIe arrondissement membre de la commission de surveillance des votes de l’armée, dont il est nommé secrétaire, Édouard Lockroy occupant quant à lui la présidence. Mais, devant le succès du plébiscite, fatigué, découragé, il choisit de se retirer à Thodure dans l'Isère, où se trouve une partie de sa famille, et emmène avec lui son ami Gaston Lemay.
Lors de la guerre franco-prussienne de 1870, à l'annonce des premiers désastres, il revient à Paris, après un bref séjour à Lyon, et se montre particulièrement actif lors de la proclamation de la République le 4 septembre 1870. Puis, le 5 octobre, il est chargé d'une mission à la délégation du gouvernement de la Défense nationale, à Tours. Muni d'un sauf-conduit signé par Camille Pelletan, il quitte Paris et devient l'un des collaborateurs de Gambetta en province.
De retour à Paris le soir du 17 mars 1871, il assiste à la proclamation de la Commune et reprend sa place au Rappel. Au mois d'avril, Napoléon La Cécilia, chef d'état-major du général Eudes, qu'il a connu à la rédaction de cette revue, le prend comme officier d'ordonnance. Puis, quand il est promu général commandant de la place, le 24, il fait du journaliste son secrétaire avec le grade de lieutenant d'état-major. Le 10 mai, le service de Monteil est transféré au ministère de la Guerre, et il devient secrétaire général de Charles Delescluze. Le matin du 21 mai 1871, au lendemain de l'entrée des Versaillais dans Paris, le ministère de la Guerre est évacué, et il se replie sur l'hôtel de ville, où Delescluze le libère alors de ses obligations. Retourné au Rappel, il change son uniforme contre des vêtements civils et y passe la nuit. Fait prisonnier le lendemain par les Versaillais dans une gargote, près des locaux de la revue, il est emmené à l'arsenal de Satory. Le 3 novembre 1871, il passe devant le cinquième conseil de guerre, à Versailles, qui le condamne à un an de prison et cinq ans de privation de droits pour port illégal d'uniforme et commandement dans les bandes armées. Il est interné à la prison de Beauvais.

### Un écrivain libre-penseur sous l'Ordre moral
Libéré le matin du 3 novembre 1872, il rentre au Rappel, journal d'extrême gauche, tout en collaborant au National, plus modéré, et devient gérant de l'Excommunié de Lyon. Par ailleurs, il donne des cours à la Société philotechnique. Toutefois, à la suite de la publication de l’Histoire d'un frère ignorantin, le frère Philippe,, le Supérieur général de l'Institut des Frères de la doctrine chrétienne, une congrégation religieuse masculine de l'est de la France, dépose une plainte en correctionnelle à son encontre pour diffamation le 17 décembre 1873; le 5 février 1874, la septième chambre du tribunal correctionnel de Paris condamne l'auteur à un an de prison, 2 000 francs d'amende, 10 000 francs de dommages-intérêts et deux ans de contrainte par corps, l'éditeur Jean Brouillet à six mois de prison et 1 000 francs d'amende. Monteil choisit alors de s'exiler et publie à Anvers son Catéchisme du libre-penseur, en 1877. La même année, il se rend aux funérailles de Gustave Courbet, où il prononce un discours au nom de l'art et des artistes.

### Journalisme et carrière politique
De retour en France en 1879, il entre à La République française, journal gambettiste et collabore à La Petite République, au XIXe siècle d'Edmond About ou au Gil Blas, sous le pseudonyme de « Jean de la Seine ». Le 3 janvier 1881, il est élu conseiller municipal de Paris dans le XIVe arrondissement par le quartier du Petit-Montrouge comme candidat radical autonomiste ; il siège jusqu'en 1887. Il est également élu conseiller général de la Seine en 1880 et 1884. Le 11 août 1883, il est décoré de la Légion d'honneur,. En 1884, son Manuel d'instruction laïque, dans lequel il fait notamment l'apologie d'Auguste Comte et d'Émile Littré et encense Rousseau, Diderot, Voltaire, Socrate ou Darwin, provoque une nouvelle fois le scandale.
En avril 1880, il est à l'origine de la création de l'Association syndicale professionnelle des journalistes républicains français (ASPJRF), dont les statuts sont fixés en avril 1881 et qui compte 400 sociétaires, à la fin de 1881,. L'ASPJRF sera l'un des piliers de la République du Croissant à Paris.
En 1887, il se présente comme candidat radical à une élection législative partielle dans l'Isère mais échoue au second tour le 5 juin avec 22 793 voix sur 76 068 votants et 164 356 inscrits face à son concurrent opportuniste, François-Maximin Valentin, qui obtient 35 382 voix. Un troisième candidat, Paviot, républicain modéré indépendant, obtient, quant à lui, 16 169 voix.

### Un haut fonctionnaire anticlérical
Le 20 juin 1888, le gouvernement Charles Floquet le nomme préfet de la Creuse, poste qu'il conserve jusqu'au 12 février 1890. Rappelé par Ernest Constans, alors ministre de l'Intérieur, il devient rédacteur à La Petite République, aux côtés de Millerand, Jaurès, Viviani,, et à La Lanterne, et collabore à L'Express du Limousin. Il est nommé par Léon Bourgeois le 29 février 1896 contrôleur général des services extérieurs du ministère de l'Intérieur puis, le 19 septembre suivant, directeur de la 13e circonscription pénitentiaire (Rennes), poste qu'il refuse,. Le 18 octobre 1898, il retrouve la préfecture de Guéret, sur décision du gouvernement Henri Brisson. En conflit avec les sénateurs, il est muté le 24 septembre 1900 par le gouvernement Pierre Waldeck-Rousseau préfet de la Haute-Vienne, où il demeure jusqu'au 5 septembre 1904 et entre également en conflit avec les parlementaires.
Membre depuis juin 1884 de la loge parisienne « La Clémente amitié », dont il a gravi aussitôt les trois premiers grades (apprenti, compagnon, maître), avant de devenir vénérable maître en 1891,,, il fréquente assidûment « Les Préjugés vaincus » de Guéret, puis « Les Artistes réunis » de Limoges, où il est considéré comme « l'auxiliaire ardent et dévoué des œuvres de défense et de propagande républicaines », et se voit surnommer le « préfet des Loges ». Il est élu et membre du conseil de l'ordre du Grand  Orient de France en 1898.
Ses difficultés politiques finissent par rejaillir sur sa santé. « Eu égard à ses états de service », Émile Combes le nomme alors directeur de l'asile public d'aliénés de Villejuif, par arrêté du 7 septembre 1904, alors qu'il donne des signes de dérangement mental. Il démissionne de ces fonctions le 1er octobre 1918, étant, d'après l'un de ses contemporains médecin en chef des asiles, Louis Lucipia, « gâteux au sens médical du terme ».

## Œuvres
Monteil a publié de nombreux ouvrages pour les étrennes et les distributions de prix adoptés par le Ministère de l'Instruction publique et le Conseil municipal de Paris : François François illustré par Édouard Loëvy, Jean-le-Conquérant illustré par Montégut, Les 3 du Midi illustré par Albert Robida, Jeanne-la-Patrie illustré par Paul Lelong, Le Roi Boubou illustré par Émile Mas, Histoire de pauvre Louise illustré par Vauzanges, Histoire du célèbre Pépé illustré par Henri Pille, La Petite institutrice illustré par Tauzin, etc.
- Poésies. Pièces fugitives. Pensers d'amour. Giuseppe. Les Chansons des Vaux-de-Vire, Paris, L. Beauvais, 1866, 72 p.
- Les Dernières tavernes de la bohème, le Cochon Fidèle et le Temple de l'Humanité (en collaboration avec Paul Tailliar), Paris, E. Sausset, 1866, 15 p.
- Lettre sur le Conservatoire, section de déclamation, Paris, Dentu, 1868, 16 p.
- Le Dixain vaudevirois, Rouen, Ch. Haulard, 1869, 63 p.
- Le Rhin allemand, Paris, G. Charpentier, 1870, 237 p., lire en ligne sur Gallica
- Études humaines. Sous le confessionnal, Paris, A. Sagnier, 1873, 144 p.
- L'An 89 de la République, Paris, Jean Brouillet, 1873, 154 p.
- Le Cléricalisme et les rois Bourbons, Paris, Le Chevalier, 1873, 16 p., lire en ligne sur Gallica
- Le Régime du goupillon, Paris, A. Sagnier, 1873, 48 p., lire en ligne sur Gallica
- Études humaines. Histoire d'un frère ignorantin, Paris, Jean Brouillet, 1873, 144 p.
- Du Blindage des navires de guerre, 1877, 10 p.
- Catéchisme du libre-penseur, Anvers, Mees & Co, 1877, 253 p.
- Des prisons et des peines, Anvers, Mees & Co, 1878
- Études humaines. Madame de Féronni, Paris, G. Charpentier, 1880, 306 p.
- Études humaines. Antoinette Margueron, Paris, G. Charpentier, 1880, 357 p.
- Les Couches sociales, Paris, G. Fischbacher, 1880, 487 p.
- Henriette Grey: études humaines, Paris, G. Charpentier, 1880, 529 p., lire en ligne sur Gallica
- Programme électoral de 1881, par le citoyen Monteil, Paris, Périnet, 1881
- Cornebois: études humaines, Paris, G. Charpentier, 1881, 344 p., lire en ligne sur Gallica
- Rochefière: études humaines, Paris, G. Charpentier, 1882, 298 p., lire en ligne sur Gallica
- Souvenirs de la Commune, 1871, Paris, Charavay frères, 1883, 334 p. , lire en ligne sur Gallica
- Études humaines. Les Petites mariées, Paris, G. Charpentier, 1883, 312 p.
- Manuel d'instruction laïque, Paris, C. Marpon & E. Flammarion, 1884, 183 p.
- Études humaines. Le Grand village, Paris, G. Charpentier, 1885, 395 p.
- Documents de l'histoire contemporaine. L'exécution de Gustave Chaudey et de trois gendarmes, publiée par Edgar Monteil (récit de Préau de Védel), Paris, Charavay frères, 1885, 26 p.
- Code de la séparation des Églises & de l'État, Paris, Derveaux, 1886, 207 p.
- La bande des Copurchics: études humaines, Paris, L. Frinzine, 1886, 354 p., lire en ligne sur Gallica
- Édouard Lockroy, vol. 41 des Célébrités contemporaines, Paris, Maison Quantin, 1886, 32 p.
- La Grande Babylone: études humaines, Paris, Librairie moderne, 1887, 439 p., lire en ligne sur Gallica
- Le Roman du roman: société française, mœurs de province, Paris, A. Piaget, 1888, 365 p., lire en ligne sur Gallica
- Jean-le-Conquérant, Paris, C. Marpon & E. Flammarion, 1888, 422 p.
- François François, Paris, Maison Quantin, 1888, 307 p.
- Jean des Galères, Paris, C. Marpon & E. Flammarion, 1889
- Jeanne-La-Patrie, Paris, Charavay, Mantoux, Martin, 1890, 206 p.
- La tournée dramatique: études humaines, Paris, G. Charpentier, 1890, 322 p., lire en ligne sur Gallica
- L'entreprise de dix lycéens à travers la Russie et la Chine, Paris, Librairie d'éducation de la jeunesse, 1890-1899, 160 p.
- La petite institutrice, Paris, H.E. Martin, 1890-1910, 64 p.
- Histoire du célèbre Pépé, Paris, Charavay, Mantoux, Martin, Librairie d'éducation de la jeunesse, 1891, 354 p., lire en ligne sur Gallica
- Le Roi Boubou, Paris, Charavay, Mantoux, Martin, 1892, 228 p.
- Les 3 du midi, Paris, Charavay, Librairie d'éducation de la jeunesse, 1893, 309 p., lire en ligne sur Gallica
- L'Administration de la République, Paris, Librairie de la Nouvelle revue, 1893, 334 p., lire en ligne sur Gallica
- La jambe: études humaines, Paris, M. Dreyfous & M. Dalsace, 1894, 371 p., lire en ligne sur Gallica
- L'Amour sublime, Paris, Jouvet, 1895, 327 p., lire en ligne sur Gallica
- Les femmes s'en mêlent: études humaines: le monde officiel, Paris, M. Dreyfous & M. Dalsace, 1895, 337 p., lire en ligne sur Gallica
- Mémoires de jeunesse de Benjamin Canasson, notaire, ouvrage augmenté de la musique inédite de Ch.-L. Hess, Paris, Jouvet, 1897, 271 pages, lire en ligne sur Gallica
- Histoire d'un jeune homme et de plusieurs femmes : études humaines, Paris, E. Flammarion, 1898, 372 p., lire en ligne sur Gallica
- Par le courage, Paris, Société française d'éditions d'art, 1899, 301 p.